# Початкова освіта
Початкова освіта — це перший етап загальної освіти дітей. Отримуючи початкову освіту, діти набувають перші знання про навколишній світ, навички спілкування та вирішення прикладних завдань. На цьому етапі формується і починає розвиватися особистість дитини, що підкреслює важливість початкової освіти для суспільства та держави.
В Україні початкова загальна освіта вважається обов'язковою і загальнодоступною. Навчання дітей у початкових школах зазвичай починається з віку шести років шести місяців, при відсутності протипоказань за станом здоров'я, але не пізніше досягнення ними віку восьми років.
Початкова освіта формує загальнонавчальні навички та вміння, рівень освоєння яких значною мірою визначає успішність всього подальшого навчання. Школярі, що успішно завершили початкову загальну освіту, продовжують навчання на ступені загальної освіти.